# Елизаветовка (Воробьёвский район)
Елизаветовка — село в Воробьёвском районе Воронежской области России.
Входит в состав Берёзовского сельского поселения.

## География

### Улицы
- ул. Лесная,
- ул. Луговая,
- ул. Октябрьская,
- ул. Пролетарская,
- ул. Чапаева.

## История
Село Елизаветовка названо в честь дочери помещика Ивана Лисаневича Елизаветы.
Сначала это был хутор, первопоселенцами были жители из села Берёзовки. Они начали заселять Елизаветовку примерно между 1811-1815 годами.
В начале XX века здесь имелось 67 дворов и 503 жителя, два общественных здания и школа.
Советская власть в селе установилась весной 1918 года. В 1926 году тут было 92 двора и 466 жителей.
С образованием Воробьёвского района Елизаветовка стала центром сельского Совета. С началом коллективизации здесь были созданы колхозы "Культура", имени Фрунзе и имени Будённого.
В годы Великой Отечественной войны елизаветовцы собрали на строительство танковой колонны "Воронежский колхозник" 50118 рублей личных сбережений.
В послевоенный период все три колхоза объединились в один - имени Будённого.
На сегодняшний день население Елизаветовки чуть более 300 человек. Село газифицировано, по улицам проложен асфальт, доступен интернет и телефонная связь. В 2020 закрыли школу, теперь школьники учатся в соседнем селе Берёзовка. Из-за отсутствия работы молодёжь уезжает на заработки в города.

## Население
| 1859 | 2010 |
| ---- | ---- |
| 354  | ↗379 |